# Johan Winter
Johan Winter (Groningen, 31 juli 1844 – Den Haag, 25 maart 1917) was een Nederlands musicus, voornamelijk muziekpedagoog.
Hij was afkomstig van een familie uit de Groningsche veenkoloniën. Hij huwde op 23 maart 1875 de dan Zeeuwse Catherine Gerarde Soetbrood Piccardt. Zoon Arnold Theodoor Winter vertrok naar Indonesië en huwde Emelie Rövekamp. Emelie Winter-Rövekamp was in 1931 bestuurslid van een vereniging tot oprichting van scholen voor jonge vrouwen in Nederlands-Indië (Vereeniging Jonge Vrouwen-scholen).
Hij kreeg in zijn jeugd muzieklessen van Johannes Worp, maar mocht verder studeren aan het Conservatorium van Brussel. Docenten aldaar waren Auguste Dupont en François-Joseph Fétis. Hij studeerde er piano, viool, harmonieleer en compositieleer. Hij kwam te werken binnen de Toonkunstverenigingen in Alkmaar, Goes en Amersfoort. In 1880 bevond hij zich in de muziekwereld binnen Zutphen en Apeldoorn.